# Bohuslav Binka
Bohuslav Binka (* 4. ledna 1973 České Budějovice) je český environmentální etik, filosof a gestalt terapeut, laureát Ceny Josefa Vavrouška v kategorii vědecko-výzkumné (disertační) práce. Od roku 2004 působí na Katedře environmentálních studií Fakulty sociálních studií a od roku 2012 do roku 2019 byl vedoucím této katedry. V letech 2019 až 2021 působil jako proděkan pro vnitřní a vnější komunikaci Fakulty sociálních studií Masarykovy univerzity. Je odborným garantem projektu sdíleného bydlení mladých dospělých z dětských domovů a studentů brněnských vysokých škol Symbios.

## Biografie
Bohuslav Binka se narodil 4. ledna 1973 v Českých Budějovicích. Vystudoval obory filosofie a estetika na Filosofické fakultě Masarykovy univerzity v Brně. Na téže fakultě získal v roce 2002 titul Ph.D. v oboru filosofie. Za svou disertační práci s názvem Analýza hlubinné ekologie se stal laureátem Ceny Josefa Vavrouška v kategorii vědecko-výzkumné (disertační) práce udělované Fakultou sociálních věd Univerzity Karlovy v Praze a Fondem Petry a Josefa Vavrouškových.
Během studií absolvoval tříměsíční stáž na The Catholic University of America ve Spojených státech a v roce 2007 měsíční vědecko-výzkumnou stáž na University of Glasgow ve Skotsku.
V letech 2000 až 2001 působil na Katedře společenských věd Pedagogické fakulty Jihočeské univerzity v Českých Budějovicích. Od roku 2001 do roku 2004 byl v pozici odborného asistenta na Katedře podnikového hospodářství Ekonomicko-správní fakulty Masarykovy univerzity. V roce 2004 nastoupil na pozici odborného asistenta na Katedře environmentálních studií, kde se stal v roce 2012 vedoucím katedry. 
V roce 2014 se habilitoval spisem Slepé skvrny environmentální etiky a obdržel tak titul docenta. V roce 2015 zahájil studium psychoterapeutického výcviku v integrativním skupinovém gestalt přístupu ve společnosti INSTEP. Od roku 2018 pak působí jako odborný garant projektu Symbios - sdílené bydlení mladých dospělých z dětských domovů a studentů brněnských vysokých škol. Od roku 2019 působí také jako gestalt terapeut.

## Dílo
Ve svých pracích se Bohuslav Binka věnuje především environmentální filozofii, environmentální etice a konceptu gestalt terapie. V knize Environmentální etika se nejen vyrovnává s oponenty environmentalismu, ale také například představuje jednotlivé směry environmentální etiky.
Vedle Zelené svatozáře Erazima Koháka, je tak Environmentální etika Bohuslava Binky druhou a prozatím v českém prostředí jedinou ucelenou publikací mapující kořeny a proudy environmentální etiky.
Ve své práci se také výrazně věnuje osobě viktoriánského myslitele Johna Ruskina.
Kromě toho mu vyšla i kniha Zelený extrémismus, kde zkoumá, zda je české environmentální hnutí extremistické – na základě srovnání s pravicově extremistickým hnutím, dospívá k závěru, že v českém environmentálním hnutí se extremismus nenachází.

## Vybraná díla
- 2008: Analýza hlubinné ekologie
- 2009: Zelený extremismus - Ideje a mentalita českých environmentálních hnutí
- 2011: Tři studie z environmentální filosofie (Spoluautor: Josef Šmajs, Marek Timko)
- 2011: John Ruskin a příroda (Spoluautoři: Karel Stibral, Naďa Johanisová)
- 2011: Ciencias sagradas : el redescubrimiento del meta-concepto de la verdad en una ciencia de finales del siglo XX
- 2011: Šumava jako tragický test občanské inteligence[8]
- 2012: Environmentální etika
- 2012: Etika, ekonomika, příroda[9] (Spoluautoři: Ivo Rolný, Josef Šmajs)
- 2018: One world in schools: an evaluation of the human rights education programme in the Republic of Georgia (spoluautoři: Jan Činčera, Jan Skalík)
- 2018: Designing a Sustainability-Driven Entrepreneurship Curriculum as a Social Learning Process : A Case Study from an International Knowledge Alliance Project[10] (spoluautoři: Jan Činčera, Petra Biberhofer, Johan Boman, Lisa Mindt, Marco Rieckmann)
- 2019: Managing Diversity : The Challenges of Inter-University Cooperation in Sustainability Education[11] (spoluautoři: Jan Činčera, Grzegorz Mikusinski, Luis Calafate, Cristina Calheiros, Alexandra Cardoso, Marcus Hedblom, Michael Jones, Alex Koutsouris, Clara Vansconcelos, Katarzyna Iwinska)
- 2019: Environmentální žal roste i v Česku[12] (rozhovor pro Český rozhlas)
- 2019: Nátlak a moralizování u ekologických hrozeb nepomůže[13] (rozhovor pro ČT24)